# Hemocyanine

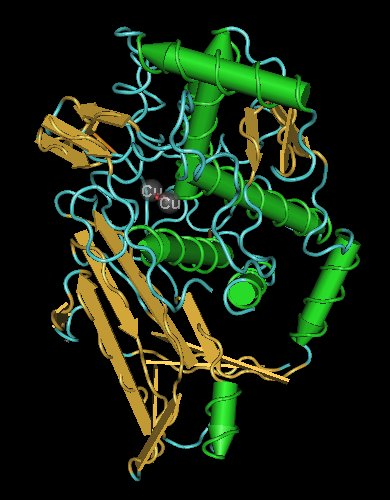
Voorbeeld van hemocyanine gebonden aan zuurstof

Hemocyanine is een eiwit dat in het bloed van sommige geleedpotigen voorkomt. Hemocyanine heeft een vergelijkbare werking als hemoglobine met als grote verschil, dat hemoglobine een ijzerion bevat en hemocyanine een koperion. In geoxideerde toestand heeft het hemocyanine een blauwe kleur, waardoor het bloed blauw gekleurd is.

## Uitleg
Hoewel de werking van hemocyanine gelijk is aan de werking van hemoglobine, is er een aantal duidelijke verschillen in de moleculaire structuur en het werkingsmechanisme. De hemocyaninemolecule is veel groter en klit ook in elkaar in grote complexen. Die hemocyaninecomplexen kunnen wel tot 160 zuurstofmoleculen dragen. Een hemoglobinemolecule is veel kleiner en kan maar vier zuurstofmoleculen dragen, maar die kunnen wel in kleine rode bloedcellen ingepakt worden, die alle weefsels bereiken.
Diersoorten die hemocyanine gebruiken voor zuurstoftransport zijn meestal weekdieren en kreeftachtigen in koude omgevingen met weinig zuurstof. Onder die omstandigheden is hemocyanine efficiënter dan hemoglobine.
In andere omstandigheden is hemoglobine efficiënter dan hemocyanine, omdat hemocyanine minder gemakkelijk bindt met zuurstof.